# Тыква дланевидная
Ты́ква дланеви́дная (лат. Cucurbita palmata) — растение семейства Тыквенные (Cucurbitaceae), вид рода Тыква.

## Распространение и экология
Растение произрастает в пустынных районах юго-запада США и Северной Мексики.

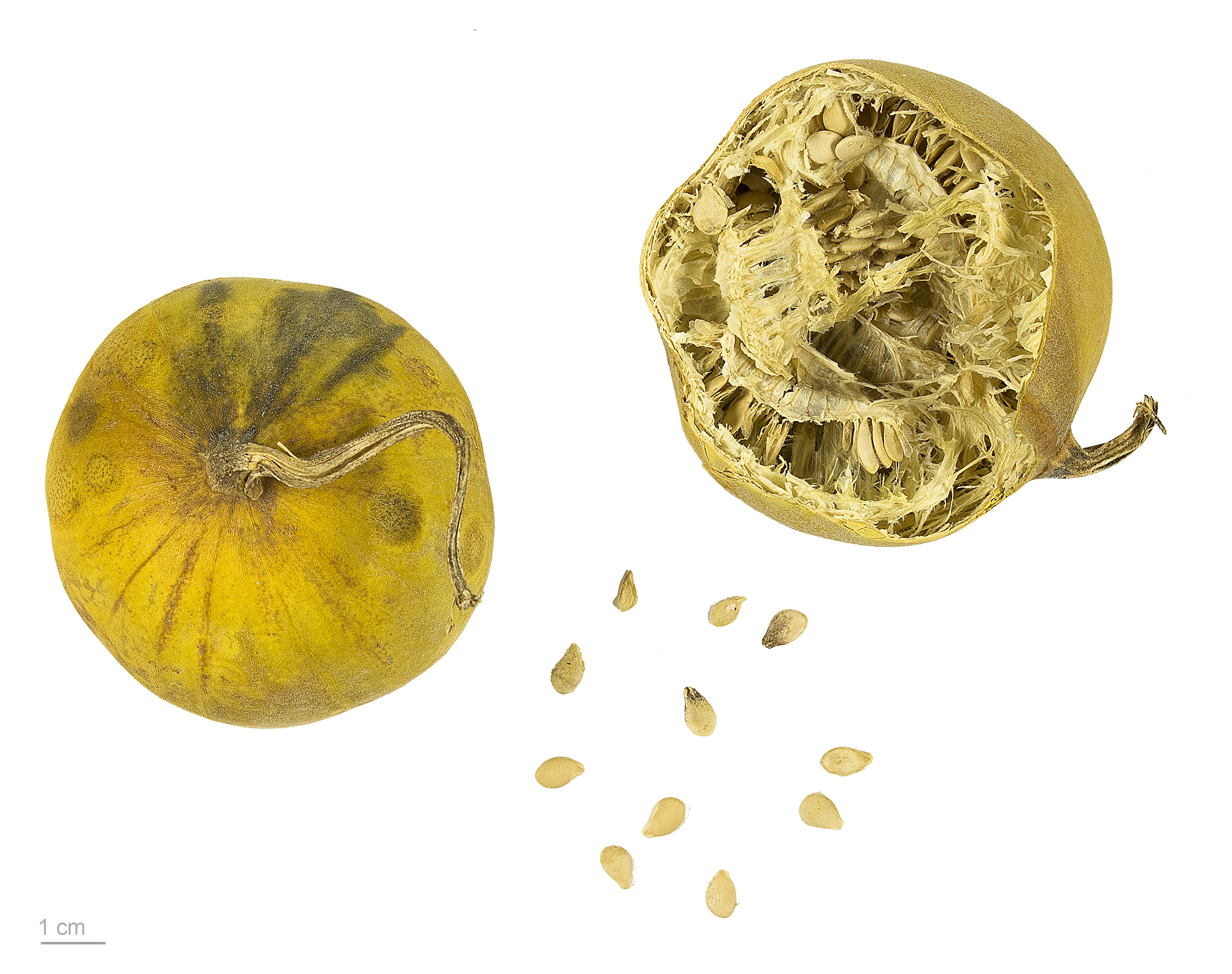
Cucurbita palmata - Тулузский музеум

## Биологическое описание
Жёсткоопушенная лиана с ползающими виноградовидными стеблями. Листья остро-пальчатые тёмно-зелёные со светлыми жилками, с пятью длинными треугольными кончиками. Цветки жёсткие, скрученные, жёлтые, 6-8 см диаметром. Плоды гладкие, сферические или слегка сплющенные, диаметром 8-10 см. Их цвет варьирует от ярко-жёлтого до тёмно-зелёного, иногда на их поверхности имеются белые полоски.
|                               |  |
| Плод и лист тыквы дланевидной |  |